# Mokrzyska
Mokrzyska – wieś w Polsce położona w województwie małopolskim, w powiecie brzeskim, w gminie Brzesko.

## Podział miejscowości
W latach 1954–1961 wieś należała i była siedzibą władz gromady Mokrzyska, po jej zniesieniu w gromadzie Szczepanów. W latach 1975–1998 miejscowość administracyjnie należała do województwa tarnowskiego. Integralne części miejscowości: Grądy, Januszów, Kosiarnia, Wielgoszówka, Zalesie.

## Historia
Miejscowość ma metrykę średniowieczną i istnieje co najmniej od drugiej połowy XIV wieku. Wymieniona po raz pierwszy w 1364 w dokumencie zapisanym w języku łacińskim jako Mokrzessow, 1379 Mocreska, 1380 Mocriska, 1382 Mocresca, 1388 Mocreska, Mocrscka 1389 Mocrzeska, 1394 Mokrzesk, 1394 Mokrzeska, 1396 Mokrzisca, 1396 Mokrzesco, Mokrzesca, 1394 Mokrzeschka, 1398 Mocrzeschca, Mocrzesca, Mocrzeschka, 1398 Mokrzyska, 1400 Mokrskoschow, Mokrzeschca, 1400 Mocrzeszka, 1400 Mocreschka, 1400 Mokrzeszca, 1401 Mokrzeszka, 1401 Mocrzesca, 1402 Moczresca, Mocrzeska, 1403 Moczeschka, 1425 Mokrzisko, 1445 Mocrzesska, 1464 Mokazescha, 1477 Mokrzeszko 1480 Mocreszka, 1490 Mocrzyska, 1491 Mokrzysca, 1492 Moskrzyska, 1496 Mokrziska, 1512 Mocrziszka, 1518 Makrzeska, 1524 Mobrzeska, Mokrzesza, 1529 Mokrzewka, 1530 Mokrzescha .
Początkowo wieś stanowiła własność króla polskiego leżącą w dobrach przyborowskich, a od 1364 przeszła w posiadanie szlachty. Na początku XV wieku leżała w kluczu brzeskim i należała do Melsztyńskich herbu Leliwa, a od 1512 do rodu Czarnych z Witowic .
Miejscowość wielokrotnie wymieniona w historycznych dokumentach własnościowych i podatkowych. W latach 1470–1480 polski historyk Jan Długosz wymienia ją w księdze Liber beneficiorum dioecesis Cracoviensis i odnotowuje we wsi istnienie młyna wraz z rolami. W 1472 król polski Kazimierz Jagiellończyk zawiera umowę ze Spytkiem z Melsztyna w sprawie użytkowania stawów oraz budowy grobli po obu brzegach rzeki Jasionki. Według niej jeden staw należy do wsi Mokrzyska, która stanowi własność Spytka, a drugi do części wsi, która jest własnością króla .

## Obecnie
We wsi działa klub piłkarski LKS Strażak Mokrzyska (barwy biało-zielono-czerwone), który powstał w 1951 r. z inicjatywy Franciszka Wszołka. Przez miejscowość przebiega DW768 oraz szlak architektury drewnianej w województwie małopolskim.
Znajdują się tu dwa pomniki przyrody w postaci głazu narzutowego oraz drzewa o nazwie Romeo i Julia.

## Urodzeni w Mokrzyskach
- Józef Koczwara ps. „Zbigniew” (ur. 16 marca 1889, zm. 6 maja 1978 w Tarnowie) – pułkownik kawalerii Wojska Polskiego, kawaler Orderu Virtuti Militari.
- Stanisław Kolasiński ps. „Ulewa”, „Śmiga” (ur. 16 listopada 1916, zm. 19 listopada 1996) – polski wojskowy, uczestnik kampanii wrześniowej i walk we Francji, cichociemny, członek struktur WiN w Niemczech, działacz emigracyjny. Kawaler Orderu Virtuti Militari.
- Tadeusz Zachara, kpt. WP (ur. 24 lutego 1904 w Mokrzyskach, zm. 20 września 1939 pod Sierakowem) – kwatermistrz 15 DP Armii „Pomorze”, w czasie kampanii wrześniowej walczył w Borach Tucholskich oraz w Bitwie nad Bzurą. Zginął podczas przebijania się ocalałych oddziałów do Warszawy[6].